# Joseph Anton von Auersperg
Joseph Franz Anton von Auersperg (Vienna, 31 gennaio 1734 – Passavia, 21 agosto 1795) è stato un cardinale e vescovo cattolico austriaco.

## Biografia
Joseph Franz Anton von Auersperg nacque a Vienna, figlio del principe Enrico Giuseppe di Auersperg, duca di Münsterberg e Frankenstein in Slesia, e di Maria Franziska von Trautson und Falkenstein. Suo padre fu legato imperiale e colonnello dell'esercito. Già negli anni della sua gioventù, Josef Franz Anton ricevette il canonicato a Salisburgo e a Passavia, nonché la prepositura di Ardagger.

### Vescovo di Lavant
Per merito dell'arcivescovo di Salisburgo Schrattenbach, nel 1763, a soli 28 anni, Joseph Anton Franz von Auersperg fu nominato vescovo di Lavant (oggi Maribor) e il 20 maggio dello stesso anno venne consacrato vescovo a Salisburgo. Nel 1773 aggiunse all'incarico episcopale la prepositura di San Maurizio a Friesach. In questo periodo si dedicò essenzialmente nel ristrutturare la cattedrale di Levant, la chiesa di sant'Andrea, danneggiata da un forte terremoto, e che egli restaurò in gran parte con propri fondi.

### Vescovo di Gurk
Il 31 gennaio 1773 venne eletto anche vescovo di Gurk e venne intronizzato il 1º maggio di quello stesso anno, governando la diocesi sino al 1783, con uno spirito all'insegna dell'illuminismo. Rese questa diocesi uno stato ecclesiastico moderno ed all'avanguardia, vietando in particolare i matrimoni tra membri di confessioni religiose differenti. Sempre in città, fece costruire il castello di Pöckstein ad opera dell'architetto Johann Georg von Hagenauer. Grazie alle nuove riforme che si stavano portando avanti in Austria in materia di amministrazione ecclesiastica delle diocesi, vi fu un tentativo (ad ogni modo fallito) di elevare Gurk ad arcidiocesi. Pio VI, in visita in Austria nel 1782, ricevette il 16 marzo gli omaggi di Joseph Anton Franz von Auersperg.

### Vescovo di Passavia
Il capitolo della cattedrale di Passavia scelse l'illuminato principe Auersperg il 10 maggio 1785 per succedere al vescovo Leopold Ernst von Firmian, con beneplacito imperiale.
Supportato dal fratello, il conte Johann von Auersperg, che nominò vicario generale della diocesi di Passavia, Joseph Anton Franz apportò riforme drastiche negli anni successivi, all'insegna del giuseppinismo, iniziando dalla rimozione di alcune immagini sacre ritenute inadatte al nuovo spirito della chiesa, proibendo anche le letture contro i protestanti (vista la tolleranza che la Chiesa ed il nuovo governo avevano apportato alla questione). Promosse anche la cura dei poveri e degli ammalati, vietando e punendo severamente però l'accattonaggio. Il teatro e l'opera, dei quali comprese il largo valore educativo, conobbero un vero e proprio periodo di fioritura sotto il suo governo. Il 30 marzo 1789 papa Pio VI lo nominò cardinale.
Durante il suo episcopato si svilupparono scuole, ospedali, uffici d'amministrazione, strade e ponti, in particolare lungo il corso del fiume Inn a Passavia. A proprie spese, lasciò anche il castello di Freudenhai, costruito dall'amico Johann Georg von Hagenauer, una grande residenza estiva con un immenso parco, al cui interno si trovava la Holländerdörferl, un piccolo villaggio artificiale, dove morì inaspettatamente all'età di 61 anni. Venne sepolto nella cripta del duomo di Passavia.

## Genealogia episcopale
La genealogia episcopale è:
- Cardinale Scipione Rebiba
- Cardinale Giulio Antonio Santori
- Cardinale Girolamo Bernerio, O.P.
- Arcivescovo Galeazzo Sanvitale
- Cardinale Ludovico Ludovisi
- Cardinale Luigi Caetani
- Cardinale Ulderico Carpegna
- Cardinale Paluzzo Paluzzi Altieri degli Albertoni
- Papa Benedetto XIII
- Papa Benedetto XIV
- Vescovo Joseph Maria von Thun und Hohenstein
- Arcivescovo Sigismund Christoph von Schrattenbach
- Cardinale Joseph Franz Anton von Auersperg